# Дастур
Дастур јесте израз за зороастријског првосвештеника који има ауторитет у верским питањима и има виши ранг од мобада или хербада. У овом специфичном смислу, термин се углавном користи међу Парсима у Индији. Термин се такође користи у секуларном смислу да се односи на премијера, министра или владиног саветника.
Прва особа којој је додељена титула Дастур био је Мехерџи Рана (рођен 1514. у Навсарију). Акбар га је позвао на свој двор 1578. године. Месни зороастријски свештеници су му доделили титулу 1579. године нове ере.
Dastur Kaikhushru Cowasji Ravji постао је осамнаести наследник титуле Мехерџи Ране 2019. годиине. Постао је Мобед 59 година раније.